# Renzo Eusebi
Renzo Eusebi, né à Montalto delle Marche le 18 avril 1946, est un peintre et sculpteur italien. 
Il est cofondateur des mouvements artistiques du Transvisionisme (1995) et du GAD (Group Aniconismo Dialectico-1997),.

## Biographie
Il est né à Patrignone, un hameau de Montalto delle Marche le 18 avril 1946. En 1962, il fréquente le lycée artistique de Rome et se lie d'amitié avec Sante Monachesi. Il s'engage dans le bas-relief en plâtre, utilise la spatule, crée une série de tableaux obtenant un tableau écrasé. Des années 1970 à aujourd'hui[évasif], il a été présent avec ses œuvres dans de nombreuses expositions personnelles et collectives et ses itinéraires artistiques. Dans les années 1980, il se consacre à la recherche d'une peinture abstraite surréaliste. Dans les années 1990, il est membre fondateur du « transvisionisme », un mouvement artistique né à Castell'Arquato et de  G.A.D. Groupe d'anicinisme[Quoi ?] dialectique, fondé à Rome par le critique et historien de l'art Giorgio di Genova,.